# جرج اسکات (بازیکن فوتبال، زاده ۱۹۰۴)
جرج اسکات (انگلیسی: George Scott؛ زادهٔ ۱۴ اوت ۱۹۰۴) بازیکن فوتبال اهل بریتانیا است.
از باشگاه‌هایی که در آن بازی کرده‌است می‌توان به گیلینگام، ساوت شیلدز و  نیوکاسل یونایتد اشاره کرد.